# Čičevo
Čičevo (en serbe cyrillique : Чичево) est un village de Bosnie-Herzégovine. Il est situé dans la municipalité de Konjic, dans le canton d'Herzégovine-Neretva et dans la fédération de Bosnie-et-Herzégovine. Selon les premiers résultats du recensement bosnien de 2013, il abrite une population inférieure ou égale à 10 habitants.

## Histoire
Sur le territoire se trouvent plusieurs nécropoles inscrites sur la liste des monuments nationaux de Bosnie-Herzégovine : la nécropole d'Ograda, qui abrite 16 stećci, un type particulier de tombes médiévales, les nécropoles de Čičevo avec 95 stećci et la nécropole de Dabića avec un tumulus préhistorique et 47 stećci.

## Démographie

### Évolution historique de la population
| 1948 | 1953 | 1961 | 1971 | 1981 | 1991 | 2013 |
| ---- | ---- | ---- | ---- | ---- | ---- | ---- |
| -    | -    | 308  | 295  | 238  | 190  | ≤ 10 |

|  |